# Holzhausenpark

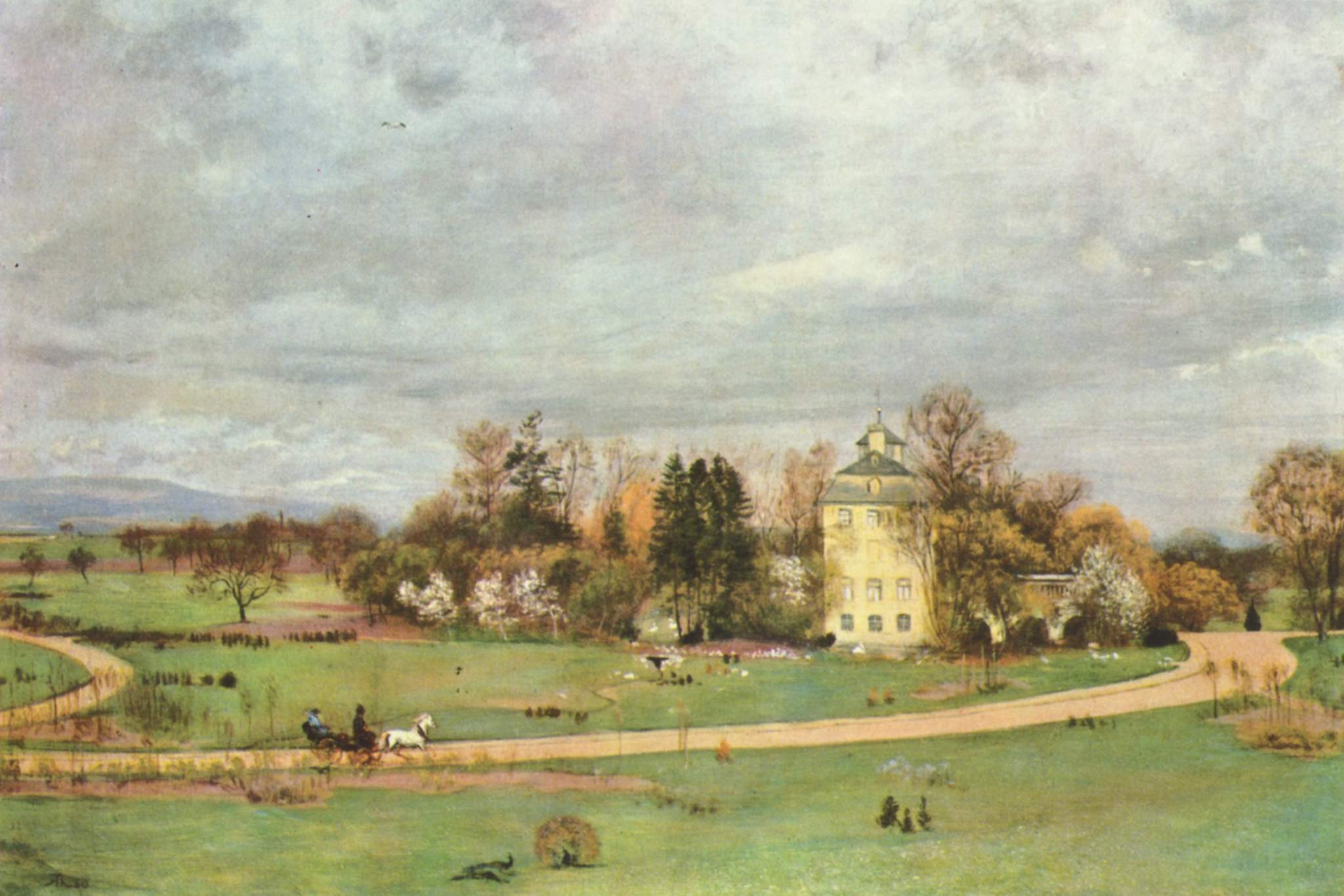
Hans Thoma: Der Holzhausenpark in Frankfurt a. M, 1880, Gemälde

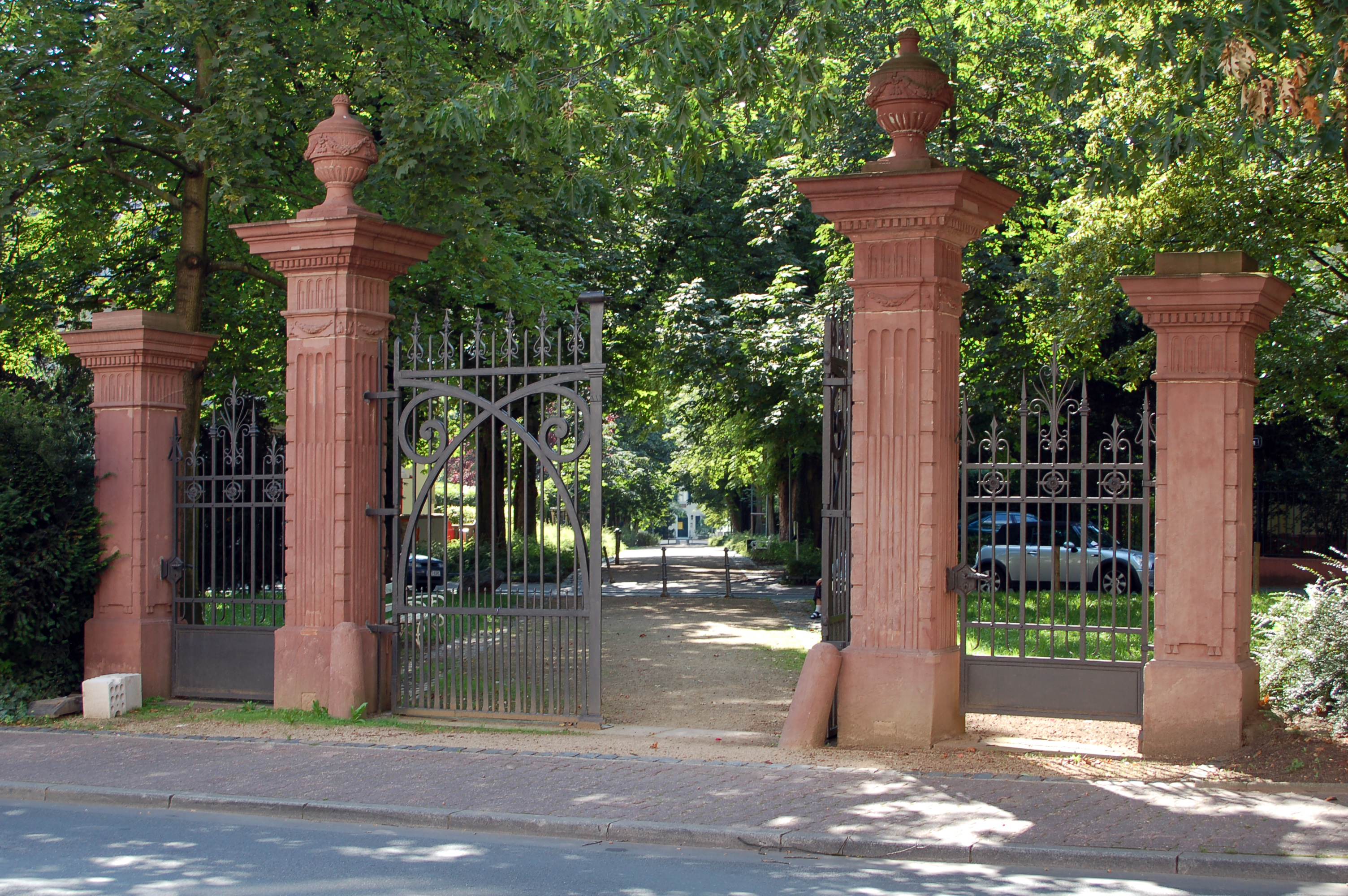
Das Holzhausentor am Oeder Weg mit Kastanienallee (Bildmitte)

Der Holzhausenpark ist der 3,5 Hektar große Rest des ehemaligen Anwesens Holzhausen Oed der Patrizierfamilie Holzhausen in Frankfurt am Main.

## Geschichte
Die Holzhausen Oed bestand ursprünglich aus einem fast 30 Hektar großen Gutshof, dessen zentrales Gebäude eine wohl ursprünglich mittelalterliche Wasserburg war. Die früheste bekannte bildliche Darstellung der Holzhausen Oed befindet sich auf dem Plan der Belagerung Frankfurts während des Fürstenaufstandes protestantischer Reichsfürsten um Moritz von Sachsen im Jahr 1552, angefertigt von Conrad Faber von Kreuznach. Von 1727 bis 1729 wurde die während der Belagerung zerstörte und danach wieder aufgebaute, im Burgweiher gelegene Wasserburg durch das Holzhausenschlösschen ersetzt.
In der Gründerzeit wurden große Teile der Grünfläche der Holzhausen Oed überbaut. Das heutige Gelände entspricht daher nur noch etwa einem Achtel seiner ursprünglichen Größe. Diese Verkleinerung des Grundstücks ist bis in die Gegenwart an der Lage des erhalten gebliebenen schmiedeeisernen Tores vom Ende des 18. Jahrhunderts im Louis-seize-Stil zu erkennen. Bei diesem Tor handelt es sich um einen Rest der einstigen Umfassung der Holzhausen Oed am Oeder Weg, über 200 Meter entfernt vom Schlösschen. Vom Tor aus führt eine Allee, deren Kastanienbäume aus der Zeit um 1910 stammen, zum Schloss. In dieser Zeit wurde der Park als Englischer Landschaftsgarten in seiner heutigen Gestalt angelegt. Dabei wurde der das Schloss umgebende Burgweiher auf 0,2 Hektar verkleinert.
Der letzte Eigentümer der Holzhausen Oed, Rittmeister Adolph von Holzhausen († 1923), schenkte als letztes männliches Mitglied seiner Familie Park und Schloss der Stadt Frankfurt. In den Jahren 1912 und 1913 wurde der Holzhausenpark in einen Volkspark umgewandelt und anschließend der Öffentlichkeit zugänglich gemacht. Der Park ist heute ein wichtiges Naherholungsgebiet für die Frankfurter Stadtteile Nordend und Westend. Er wurde vor einigen Jahren etwas vergrößert, indem ein Abschnitt der Hammannstraße entwidmet und dem Park zugeschlagen wurde.